# Kușla, Smolean
Kușla (în bulgară Кушла) este un sat în comuna Zlatograd, regiunea Smolean,  Bulgaria. 

## Demografie
Componența etnică a satului Kușla
     Bulgari (100%)
     Nicio identificare (0%)
     Altele (0%)
La recensământul din 2011, populația satului Kușla era de 73 locuitori. Din punct de vedere etnic, toți locuitorii erau bulgari.